# Nicolas Hurtault-Pinchart
Pour les articles homonymes, voir Hurtault et Pinchart.
Nicolas Hurtault-Pinchart, né à Reims, dans la paroisse Saint-Pierre, le 19 novembre 1732, y est mort le 26 mai 1810, est un homme de loi et un homme politique français.

## Biographie
Fils de Nicolas Hurtault, marchand, et de Marguerite Pinchart, Nicolas Hurtault-Pinchart fait des études de droit à l'Université de droit de sa ville natale. Il devient avocat en parlement en 1758, puis docteur agrégé à la faculté de droit et professeur de cette école. Il achète une charge de conseiller du roi auprès du bailliage de Reims, receveur des consignations et commissaire aux saisies réelles.
Partisan des idées nouvelles, il fait partie de l'assemblée du tiers état du bailliage de Reims, en 1789, puis de l'assemblée électorale de la Marne, réunie à Châlons du 17 au 31 mai 1790 pour l'organisation du département.
Notable à partir du 1er mars, il devient maire de Reims du 26 novembre 1790 au 9 janvier 1793. Il est également élu premier suppléant de la Marne à l'Assemblée législative le 6 septembre 1791 par 190 voix sur 367 votants, mais ne siège pas. Ce patriote ardent, démocrate sincère et ami de Prieur de la Marne, participe avec lui à la défense du territoire lors de l'invasion de la Champagne, en septembre 1792. Après son départ de la mairie, il n'en continue pas moins, comme notable, à faire partie du conseil général de la commune. À la suite de désaccords avec le représentant Jean-Baptiste Massieu sur l'opportunité des mesures de déchristianisation, qu'il juge trop brutales, celui-ci le destitue le 3 nivôse an II (23 décembre 1793). Il conserve néanmoins son influence à la Société des Jacobins de la ville, qu'il préside du 29 floréal au 28 prairial an II (18 mai-16 juin 1794).
Il épouse à Reims, dans la paroisse Saint-Jacques, le 12 décembre 1763, sa cousine germaine, Marguerite Pinchart (1732-1810). Franc-maçon, il est l'un des fondateurs la loge  « La Triple Union », dont il est le vénérable plusieurs fois, en 1784-1785 et 1790-1792.
Il meurt pensionné de l'État à Reims le 26 mai 1810.

## Postérité
Son nom a été donné à une rue de Reims par une délibération du conseil municipal du 16 octobre 1894.